# A. de Herz

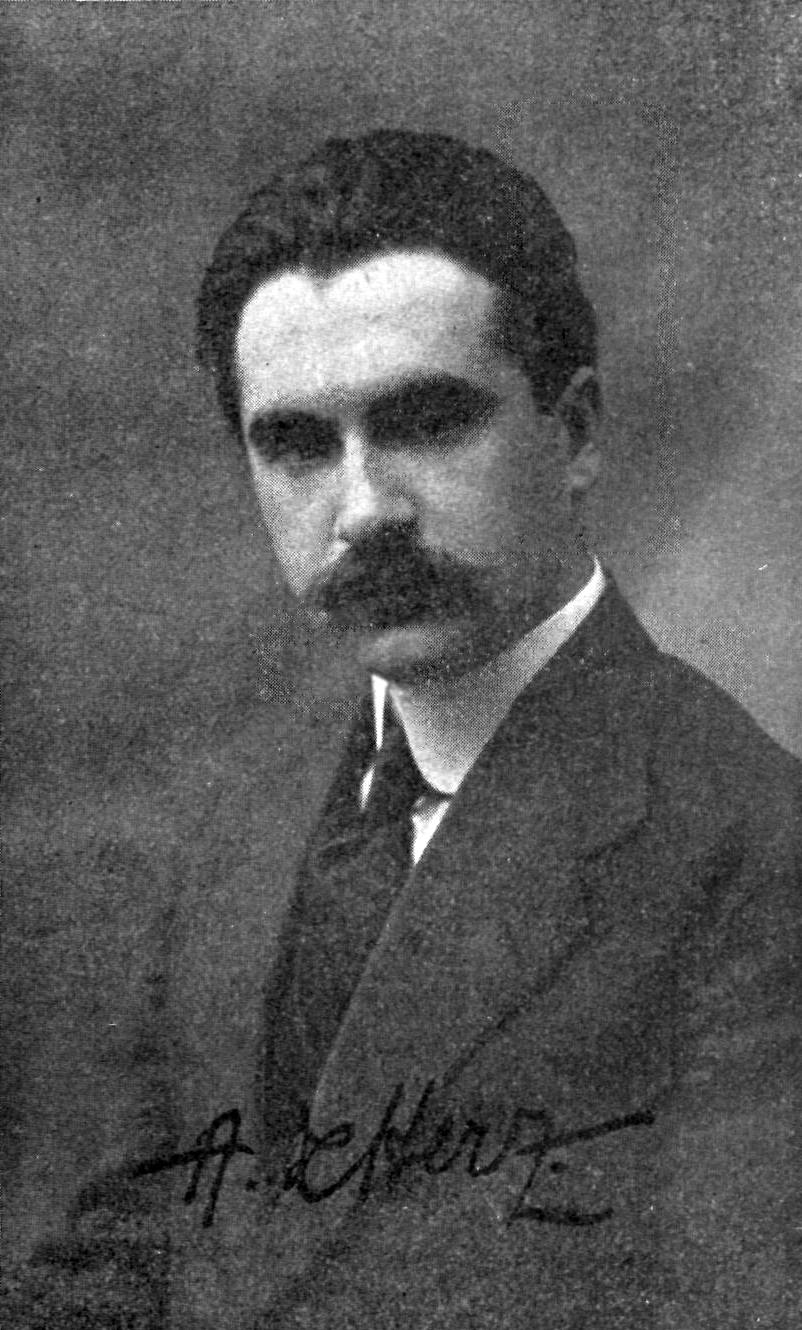
A. de Herz (Dinu Ramură)

Adolf Edmund George de Herz (n. 15 decembrie 1887, București –  d. 10 martie 1936), uneori redat ca Hertz sau Herț, a fost un dramaturg și publicist român, jurnalist literar, poet, autor de nuvele, actor, traducător.
Adolf Herz a fost fiul lui Edgar von Herz si al Mariei (născută Kereszteyi). A fost descendentul unei familii evreiești, asimilate în cultura română, din nobilime, cu rădăcini în Austro-Ungaria.
A fost căsătorit cu Lilly Tănăsescu, soprană, interpretă de operetă și fiica actorului craiovean Ion Tănăsescu.

## Studii
După școala primară, urmată în particular, a studiat la Liceul Gheorghe Lazăr din București, Școala militară din Iași (pentru doi ani), apoi Facultatea de Litere și Filosofie din București, unde a primit aprecieri favorabile de la profesori ca Titu Maiorescu, Mihail Dragomirescu și Pompiliu Eliade.

## Activitate literară
A debutat ca poet încă din liceu, scriind versuri pentru romanțe. În producțiile teatrale de început, Herz a fost un tradiționalist, inspirat de Alexandru Davila, dramaturg, precum și de școala literară de la Sămănătorul, însă ulterior s-a îndreptat spre literatura neoclasică și estetism. "Comediile de salon", jucate la Teatrul Național din București au fost inspirate din diferiți autori, între care Roberto Bracco, Henri Lavedan și Haralamb Lecca, culminând ca popularitate cu "Păianjenul". George Călinescu a apreciat că "Industria teatrală a lui A. de Herz s-a putut remarca temporal doar printr-o anume încordare scenică. "Păianjenul" e o văduvă onestă (virgină) care ține să treacă drept depravată, izbutind a impune...o altă imagine despre sine decât realitatea." La începutul Primului Război Mondial a fost și editorul unor reviste.
A mai semnat și:  a. d. h. ,  A de H. ,  -h- ,  H. ,  Dinu Ramură  (la Sămănătorul, 1906; Luceafărul, Sibiu, 1906-1907; Vieața nouă, 1907-1908; Convorbiri critice, 1908),  Puck  (la Rampa, 1913; Rampa nouă ilustrată, 1915),  A de Coeur  (la Scena, București, 1917-1918),  Mira Dăianu  (la Scena),  Dinu  (la Scena). A mai colaborat și la Adevărul, Adevărul literar și artistic, Convorbiri critice, Convorbiri literare, Gândirea, Viața românească și altele. A tradus din Chamberlain, Viața lui Richard Wagner și o monografie a lui Romain Rolland despre Beethoven.
În 1921, A. de Herz a fost numit director al revistei „Adevărul literar și artistic”, pe care a condus-o până în prima parte a anului 1925, când locul lui a fost luat de tânărul gazetar și prozator, Mihail Sevastos.
Apoi, a fost secretar literar al Teatrului Național din București și președinte al Societății  scriitorilor dramatici. Aflat la conducerea Teatrului Național din Craiova (între 11 august 1930 și 1935) a depus eforturi pentru construcția clădirii unui nou teatru. Totuși, cei de la Craiova i-au montat o cabală, actorii l-au huiduit, unii i-au strigat chiar ceva despre evrei, bănuinduâ-l că ar putea fi, și a trebuit să-și ia geamandanul cu manuscrise și să plece." După un an, în 1936, a murit de o boală de plămâni.

## Lucrări
- Domnița Ruxandra, 1907;
- Floare de nalbă,  1908;
- Noaptea Învierii, 1909;
- Când ochii plâng. A fost odată, 1911;
- Păianjenul, 1913;
- Bunicul, 1913;
- Cuceritorul, 1914;
- Sorana (în colaborare cu Ioan Al. Brătescu-Voinești), 1916;
- Caricatura sub ocupație, 1918;
- Vălul de pe ochi, 1918;
- Mărgeluș, 1921;
- Șeful gării, 1924;
- Seară pierdută, 1925;
- Aripi frânte, 1925;
- Omul de zăpadă, 1927;
- Noapte bună, 1928;
- Încurcă-lume, 1929;
- Om discret și alte povestiri vesele, 1931.
- Amanta este o piesă de teatru bazată pe Încurcă-lume.[8]

## Vezi și
- Listă de dramaturgi români